# Liederstädt

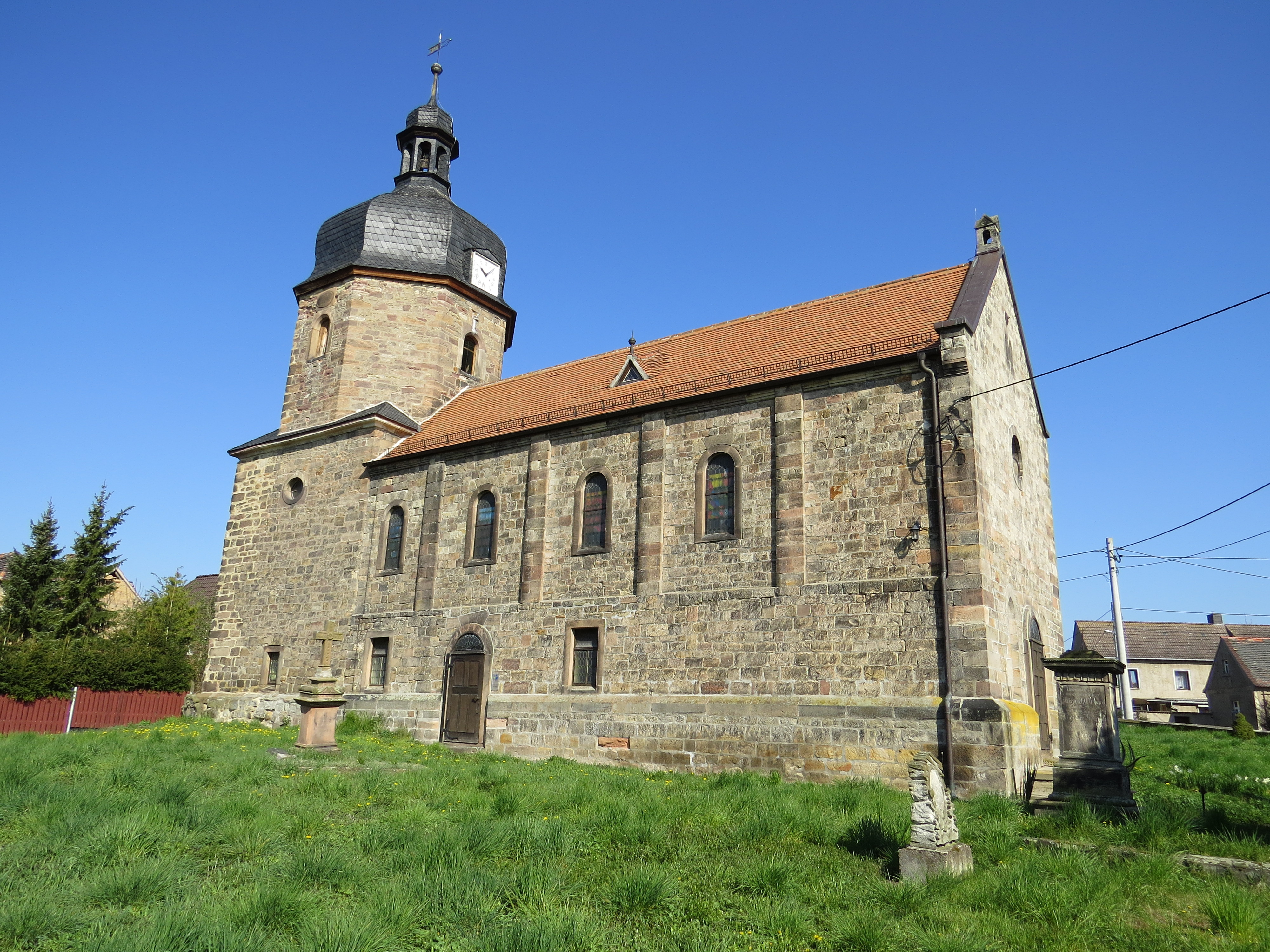
Kirche in Liederstädt

Liederstädt ist ein Ortsteil der Stadt Querfurt in Sachsen-Anhalt.

## Geschichte
In einem zwischen 881 und 899 entstandenen Verzeichnis des Zehnten des Klosters Hersfeld wird Liederstädt zweimal als zehntpflichtiger Ort Lodenstat bzw. Liodenstat im Friesenfeld erstmals urkundlich erwähnt. Vor vielen Jahrzehnten hatte Liederstädt noch einen Nachbarort, der Krautdorf hieß und inzwischen eingegliedert wurde. Krautdorf befand sich vor dem Siedebach auf der Seite von Vitzenburg.
Liederstädt gehörte bis 1815 zum wettinischen, später kursächsischen Amt Freyburg. Durch die Beschlüsse des Wiener Kongresses kam der Ort zu Preußen und wurde 1816 dem Kreis Querfurt im Regierungsbezirk Merseburg der Provinz Sachsen zugeteilt, zu dem er bis 1944 gehörte. 1927 hatte Liederstädt 320 Einwohner.
Am 20. Juli 1950 wurde Liederstädt nach Vitzenburg eingemeindet.
Liederstädt besaß eine eigene Brauerei und eine eigene Lichtbühne, die mal ein kleines Dorfkino war. Die Sehenswürdigkeiten von Liederstädt sind ein Eiskeller, welcher heute noch besteht und im Zweiten Weltkrieg als Bunker genutzt wurde, die Kirche sowie das alljährliche Pfingstfest am Pfingstwochenende.

## Persönlichkeiten
- Joachim Plath (1893–1971), Marineoffizier, zuletzt Konteradmiral im Zweiten Weltkrieg, in Liederstädt geboren

## Verkehr
Liederstädt liegt direkt an der Bundesstraße 250, welche die Städte Querfurt, Nebra und Eckartsberga verbindet.
Nächste Bahnstation ist Reinsdorf (b Nebra) an der Bahnstrecke Naumburg (Saale) Hbf – Reinsdorf (b Artern). Die ehemalige Bahnstrecke Röblingen am See–Vitzenburg verlief östlich von Liederstädt.